# Hôtel Kvarner
L'hôtel Kvarner (anciennement Quarnero) est un établissement à Opatija (anciennement Abbazia), ouvert en 1884, avec la branche noble associée Villa Amalia, ouverte en 1890, est l'hôtel le plus ancien et le plus traditionnel de la station balnéaire croate.

## Histoire
C'est le premier hôtel ferroviaire que la Compagnie des chemins de fer autrichienne du Sud a construit dans la ville thermale qu'elle a développée sous la direction de son directeur général Friedrich Julius Schüler. Des vignobles existaient auparavant ici. Conçue à l'origine comme un sanatorium pour les patients pulmonaires, la maison est rapidement devenue un lieu de rencontre pour le monde élégant. Ici, l'empereur François-Joseph Ier a rencontré l'empereur allemand Guillaume II, le couple royal roumain et Isadora Duncan ont séjourné ici. Le bâtiment historiciste dans un emplacement de premier plan, conçu par Franz Wilhelm, un architecte de la maison de la ligne de chemin de fer et maintenant un bâtiment classé, avec sa magnifique salle à manger et sa salle de bal construite en 1913 est maintenant la propriété de la société croate Liburnia Riviera Hotels, dont la privatisation là-bas a été suivie d'années de difficultés. L'hôtel, où séjournaient autrefois les monarques et autres célébrités, est désormais géré comme un hôtel trois étoiles, les négociations avec différentes chaînes hôtelières de luxe ont été rompues au vu des problèmes qu'une éventuelle rénovation poserait (surélévation d'étages économiquement nécessaire, construction de places de garage, manque de compatibilité de telles mesures avec la protection des monuments). Semblable au Südbahnhotel de Semmering en Autriche, le Kvarner illustre le sort problématique des hôtels ferroviaires classiques.

## Littérature
- Amir Muzur : Opatija-Abbazia. Promenade dans l'espace et le temps, Rijeka 2000
- Boris Zakosek : Beauté, chagrin et profits dans Miljenko Majnaric (éd.) : Opatija, Zagreb 2005
- Desiree Vasko-Juhasz : Le Chemin de fer du Sud : Vos stations thermales et hôtels . Vienne, Böhlau, 2006  (ISBN 3205774043).

## Liens web
- Informations historiques sur l'hôtel
- Idem pour la dépendance de la Villa Amalia